# دیوانه تو
دیوانهٔ تو (به هندی: Aap Ke Deewane) فیلمی محصول سال ۱۹۸۰ و به کارگردانی راهول راویل است. در این فیلم بازیگرانی همچون ریشی کاپور، راکیش روشن، تیان آمبانی، جیتندرا، شوما آناند، آشوک کومار، پران، رانجیت و دون ورما ایفای نقش کرده‌اند.